# Aia Gadang
Aia Gadang is een bestuurslaag in het regentschap West-Pasaman van de provincie West-Sumatra, Indonesië. Aia Gadang telt 11.483 inwoners (volkstelling 2010).